# Stumme Liebe

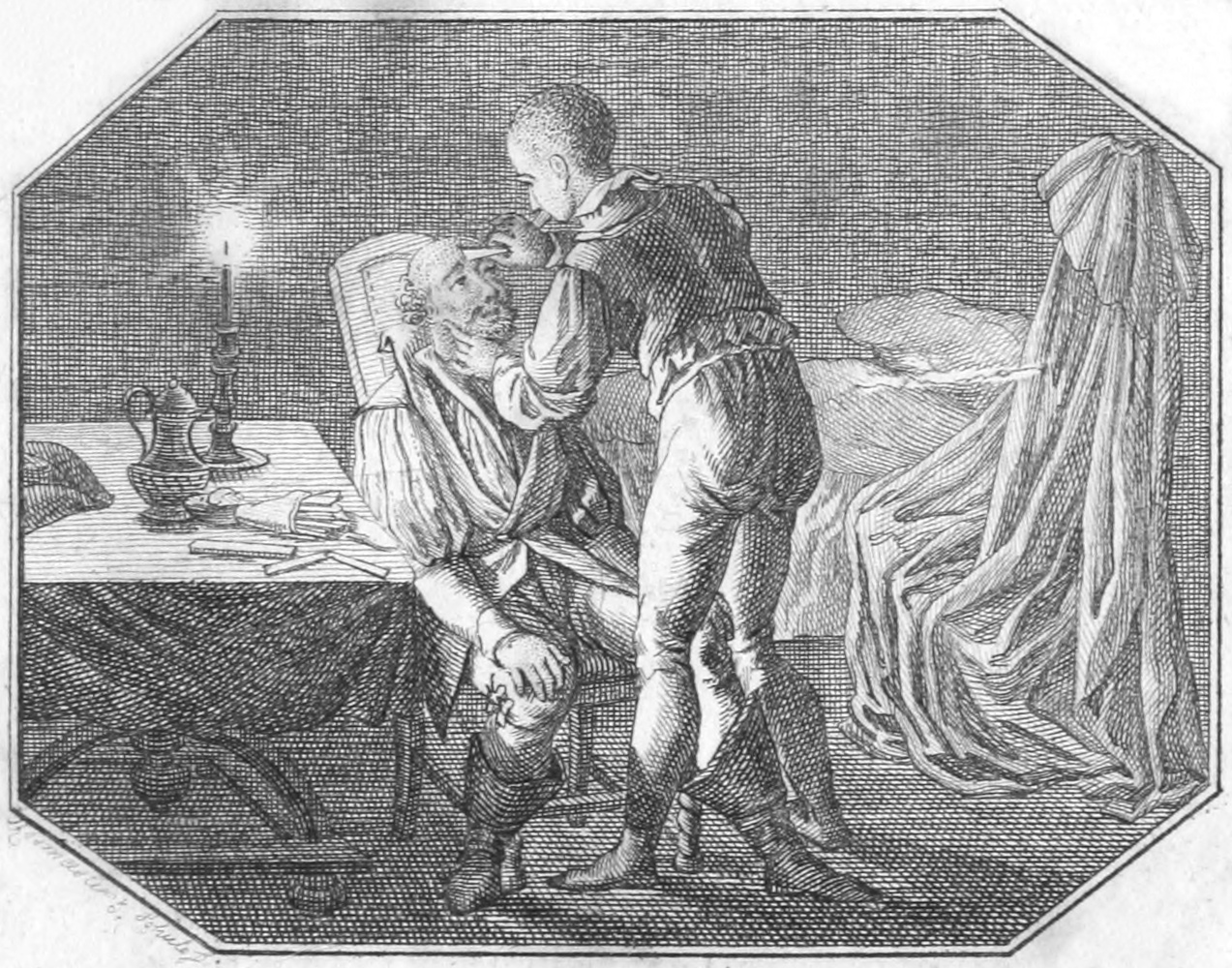
Illustration von Ludwig Richter

Stumme Liebe ist ein Märchen von Johann Karl August Musäus, das 1786 im Buch Volksmärchen der Deutschen veröffentlicht wurde. Musäus wurde durch den Briefverkehr mit Caroline Amalie Gildemeister, geb. Kotzebue, zu diesem Märchen inspiriert.

## Inhaltsangabe
In dem alten Bremer Märchen „Stumme Liebe“ erzählt Johann Karl August Musäus die Geschichte des Franz Melchior, der um 1530 das reiche Erbe seines Vaters unbedacht verprasst und anschließend in bescheidenen Verhältnissen lebend, sich in die Nachbarstochter Meta verliebt. Meta lebt mit ihrer Mutter, einer armen Witwe, die sich durch Fädenspinnen Geld verdient und hofft durch die Schönheit, die Klugheit und die gute Erziehung der Tochter als zukünftige Schwiegermutter eine bessere Zeit erleben zu dürfen.
Franz macht sich in seiner kleinen Dachwohnung gegenüber durch Musizieren auf einer Laute bemerkbar. Meta bemerkt das und findet Gefallen am Musikanten. Da Franz mittellos und Meta in der Obhut der Mutter um ihren guten Ruf bedacht ist, kommen sie sich nicht näher. Zu allem Überfluss wirbt ein reicher Bierbrauer um Meta, die aber zum Entsetzen der Mutter die vermeintlich gute Partie ablehnt.
Franz ändert sein Leben und beabsichtigt, sich nach Antwerpen zu begeben, um hoffentlich beträchtliche Außenstände seines verstorbenen Vaters eintreiben zu können. Auf dieser Reise  erlebt er einige Abenteuer, landet zwischenzeitlich im Schuldturm und nimmt sogar einem spukenden Geist den Fluch. Aus tiefer Dankbarkeit bekommt er einen Hinweis, einen Mann an der Bremer Brücke kennenzulernen, der ihm etwas Wichtiges mitzuteilen hat. Es handelt sich um einen armen Bettler, der ihm den Ort eines kostbaren Schatz beschreibt. Tatsächlich kann Franz die große Schatztruhe finden. Umgehend belohnt er wohlwollend den armen Bettler und kehrt nach Bremen zurück.
Der plötzliche Reichtum beeindruckt auch die Mutter von Meta, sodass die beiden endlich ein glückliches Paar werden können.